# Història de la ràdio a Catalunya
La ràdio a Catalunya neix durant la dictadura del general Primo de Rivera, una conjuntura política que obliga a emetre en castellà i impossibilita el desenvolupament de la ràdio informativa. Durant la Segona República Espanyola, la ràdio esdevé un mitjà d'informació massiu i una eina política compromesa amb la recuperació cultural i lingüística. En acabar la Guerra Civil Espanyola, els guanyadors utilitzen la ràdio per aniquilar la cultura i la llengua catalanes.
En l'actualitat, l'evolució de la ràdio convencional implica acabar el procés de digitalització en totes les fases i per Internet. La xarxa és una oportunitat per desenvolupar nous projectes comunicatius amb línies estratègiques pròpies i, en aquest procés, l'audiència adquireix un paper fonamentalment actiu.

## Inicis
Des d'un començament la ràdio compta amb un nombre d'adeptes important, que segueixen l'evolució del nou mitjà. A Catalunya, es comença a parlar de la ràdio a principi del segle xx, en arribar les notícies dels experiments que es realitzen habitualment a París, Londres o Alemanya. Editors, enginyers i comerciants del ram electrònic s'interessen pel fenomen, ja que veuen en la radiodifusió possibilitats comercials i econòmiques. El primer radioclub es funda l'any 1922, abans de disposar d'emissores regulars. Els radioclubs donaran origen a diverses estacions locals durant la Segona República: Ràdio Terrassa, Ràdio Sabadell o Ràdio Manresa. L'existència d'estacions d'ona mitjana es complementa amb les estacions dels radioafeccionats en ona curta. L'any 1936, de les 363 estacions registrades a l'estat espanyol, 133 són catalanes.
L'Asociación Nacional de Radiodifusión es crea a Barcelona l'any 1924 i impulsa la primera estació radiofònica regular de l'estat espanyol: Ràdio Barcelona, que s'inaugura oficialment el 14 de novembre del mateix any. Uns mesos després inicia les emissions Ràdio Catalana i l'any 1930 comença a emetre Ràdio Associació de Catalunya, que tria el terreny de la defensa de la catalanitat com a tret diferenciador.
Les primeres emissions creen una gran expectació entre la població. Els oients poden gaudir d'una programació, durant unes poques hores al dia, que ha de superar nombrosos problemes tècnics. La música en directe als estudis de l'emissora, les retransmissions o a la radiació de discos configuren el gruix de les emissions de la primera època. Una música combinada amb altres programes culturals com conferències, obres de teatre o espais dedicats al públic femení o als infants. La ràdio es converteix en un mitjà d'informació i entreteniment que contribueix a la difusió de la cultura i realitza un destacat paper pedagògic entre la població. El primer informatiu La Palabra no arriba a les ones de Ràdio Barcelona fins a l'any 1930.

## Etapa republicana
A l'època republicana, la ràdio viu una etapa d'esplendor i assoleix un important rol entre la ciutadania. L'aprovació de la Constitució garanteix la recuperació de les llibertats individuals i col·lectives i afavoreix la lliure expressió de les idees i pensaments de sectors socials, que en l'etapa de la dictadura del general Primo de Rivera havien quedat exclosos d'aquesta possibilitat. L'abolició del control i la censura permet desenvolupar la informació de l'actualitat social i política del país.
La Generalitat és sensible a la importància de la ràdio i la utilitza al servei del procés de reconstrucció nacional: el mitjà actua multiplicant profitosament l'acció de govern. En aquest període, en el qual els grups socials i polítics accedeixen a les emissores de tot Catalunya, la ràdio tindrà l'oportunitat d'iniciar-se com a instrument de comunicació política. El període és especialment ric en esdeveniments: Ràdio Barcelona ofereix els micròfons al president Macià per proclamar la República Catalana el 14 d'abril de 1931 i a l'octubre del 1934 el president Companys, des del balcó de la Generalitat de Catalunya, proclama l'Estat Català dins de la República Federal Espanyola. Uns fets que provocaran l'any 1934 l'empresonament del Govern de la Generalitat, la suspensió de l'Estatut i la implantació de la censura governativa a les emissions radiofòniques.
La legislació republicana permet la creació d'emissores de petita potència, per tal que el servei de radiodifusió arribi als nuclis de població més reduïts i no tan sols a les grans ciutats. El decret del 1932 possibilita el naixement de nou noves emissores locals: Badalona, Girona, Lleida, Manresa, Reus, Sabadell, Tarragona, Terrassa i Vilanova i la Geltrú, (Ràdio Vilanova). Tot i els intents per crear un servei de radiodifusió públic a l'estat espanyol, aquest objectiu no s'assolirà. La Generalitat tampoc podrà fer-ho, ja que els fets polítics posteriors truncaran el procés normal i democràtic endegat.
La ràdio aconsegueix ràpidament quotes de gran popularitat gràcies a les millores tècniques i programàtiques. El desenvolupament de la publicitat radiada contribueix de manera decisiva a la consolidació de les estacions, ja que constitueix una important via de finançament. Els professionals adeqüen les formes expressives i els gèneres radiofònics a les característiques específiques del mitjà i opten per l'especialització dels continguts. Es configura una ràdio lligada a la realitat social, que actua com a baròmetre de les tensions. La informació serà un argument central i la música tindrà un paper molt important, però l'element característic d'aquesta etapa és sobretot la llengua, ja que les emissions radiofòniques són pràcticament totes en català. Una situació que accelera el procés de recuperació del prestigi social de la llengua i contribueix a la competència lingüística dels oients.
Durant la República, la ràdio es consolida com a mitjà de comunicació de masses, influeix en les actituds polítiques i culturals i contribueix a la conformació de l'opinió pública.

## Guerra Civil
L'evolució de la ràdio queda truncada amb el cop d'estat del 18 de juliol. Els insurrectes utilitzen les emissions radiofòniques, des del primer moment, per potenciar i estendre el moviment sediciós i el Govern republicà i la Generalitat per donar compte de la situació i per explicar el sentit de la revolta contra la legalitat constitucional.
La Generalitat s'apropia les dues emissores barcelonines (Ràdio Barcelona i Ràdio Associació) i crea la Comissaria de Radiodifusió, que depèn del Departament de Cultura. Més endavant, la Generalitat deroga el decret d'apropiació anterior, intervé les emissores i crea la Direcció General de Radiodifusió, que depèn del Departament de Presidència. Uns canvis que tenen com a objectiu controlar les emissions i centralitzar i coordinar millor l'activitat que realitzen les diverses conselleries a la ràdio. De fet, la radiodifusió, en aquest període, es converteix en el cordó umbilical que manté comunicats els governants amb la població civil i els ciutadans entre si. La ràdio és el mitjà utilitzat per alertar la població del perill de bombardeig o per explicar les accions de govern. Una activitat comunicativa que contribueix a fer que la guerra deixi de ser una cosa que es viu al front per implicar-hi tota la població.
En aquest context bèl·lic, els diferents partits polítics i les organitzacions sindicals fan servir les emissores d'ona curta per difondre missatges propagandístics, informacions ciutadanes o notícies sobre la guerra. Els nacionals també creen una munió d'emissores d'ona curta i aquesta proliferació d'estacions i el fet que cada bàndol pugui escoltar les emissions de l'enemic fomenta la «guerra d'ones». Una mena de laboratori en el qual es proven tècniques innovadores per aprofitar el potencial del mitjà com a arma de guerra. Un aprenentatge que després serà utilitzat en posteriors conflictes bèl·lics.

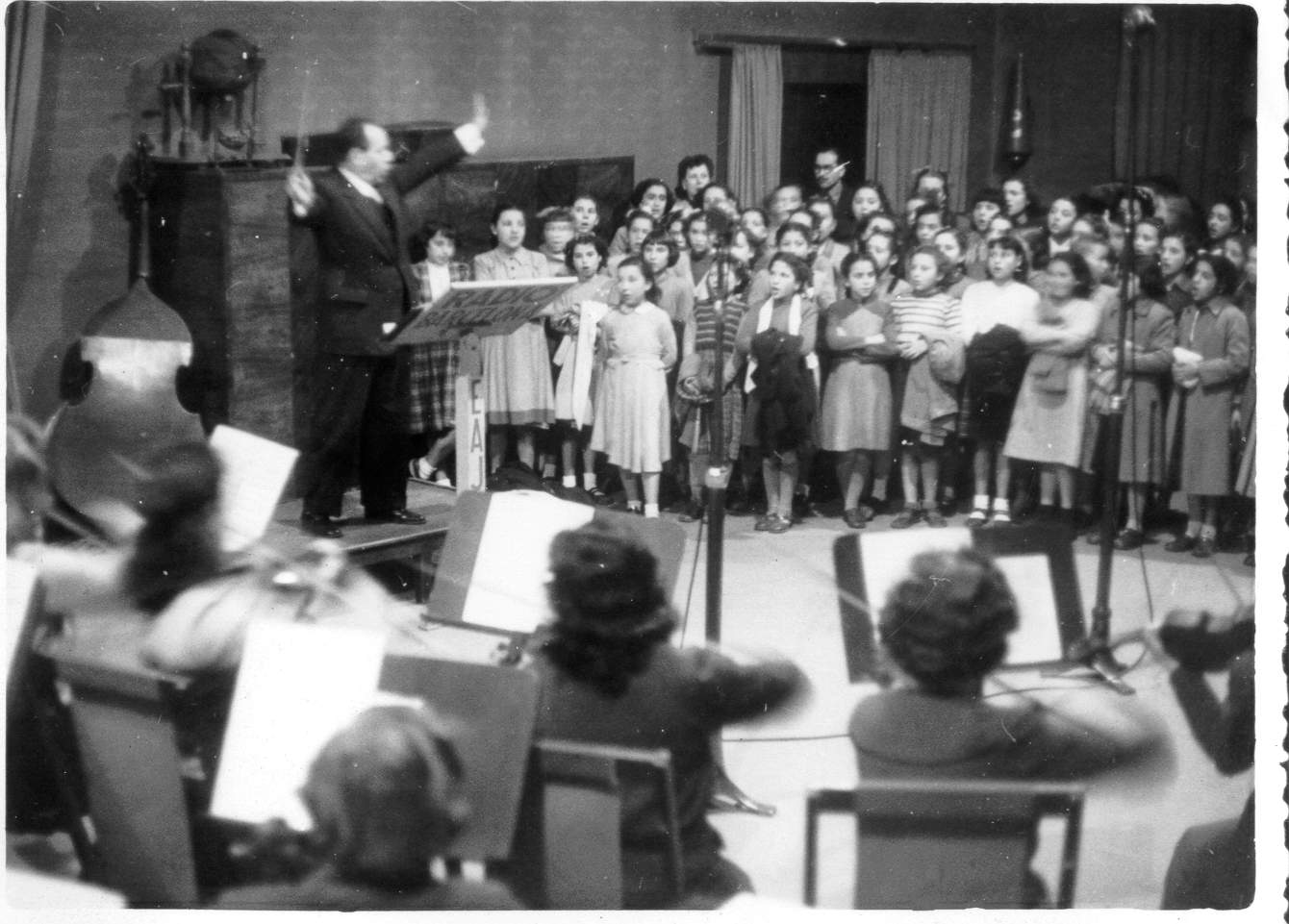
Joan Tomàs i Parés dirigint una emissió en directe a Ràdio Barcelona en la dècada de 1940

La ràdio jugarà un paper molt important durant tota la Guerra Civil Espanyola: com a aparell de comunicació insubstituïble entre zones incomunicades, com a element de propaganda política i de coordinació de l'activitat productiva, especialment al sector dels avituallaments, i com a eina cultural i lingüística. Una activitat cultural i lingüística que quedarà truncada amb l'entrada dels nacionals a Barcelona l'any 1939, ja que l'exèrcit guanyador ocuparà l'única estació en funcionament: Ràdio Associació de Catalunya. Serà el començament d'un llarg període de control, censura prèvia i d'absència del català a les ones.

## Segle XXI

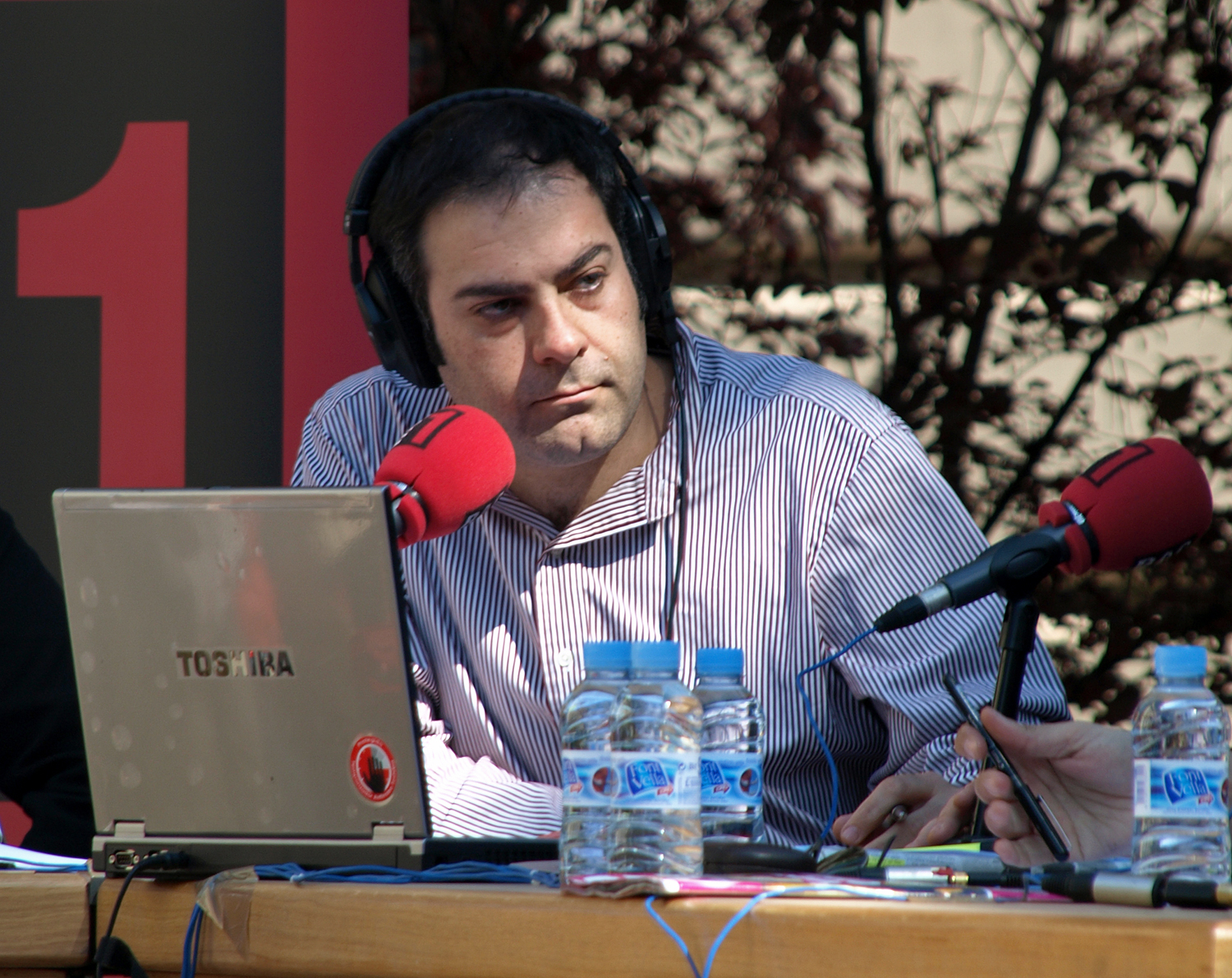
Toni Clapés durant el programa Versió RAC 1 (RAC 1), en un especial fet des dels Jardins del Palau Robert de Barcelona durant la Diada de Sant Jordi 2008

L'alta competitivitat entre els diferents operadors radiofònics a Catalunya, però també a l'estat espanyol, lluny d'afavorir l'exploració de noves formes comunicatives i d'alternatives de negoci, ha generat un efecte invers. En general, el disseny de l'oferta s'ha fonamentat en el reforçament de l'star-system i l'explotació d'estratègies programàtiques que a curt termini asseguressin l'èxit dels emissors més potents. Aquesta limitada visió del potencial expressiu del mitjà ha accentuat l'homogeneïtzació de les programacions de les ràdios generalistes, adreçades a tots els públics, i de les temàtiques musicals.
De retruc, els estudis d'audiència de referència per als principals operadors, com l'EGM Baròmetre Catalunya, han evidenciat una progressiva disminució de la penetració social del mitjà entre els sectors de població més jove i el consegüent envelliment de l'audiència, circumstància alarmant per a les temàtiques musicals. Tradicionalment, s'ha considerat que els joves arribaven a la ràdio a través de la música, però aquesta última dada posa en qüestió aquesta afirmació. Ara bé, els hàbits de consum mediàtic s'estan modificant i, en el cas de la ràdio, es manifesten en una disminució del temps d'exposició i freqüència al mitjà i, a més, en un decreixement de la fidelització a una emissora o cadena.
Aquesta realitat accentua la necessitat de renovació. A Catalunya, la modernització de la ràdio s'està produint en el marc de l'entorn digital, que ha obert les portes al desenvolupament d'un nou model de comunicació radiofònica, liderat per les bitcasters. Amb aquest terme es defineixen els llocs web que difonen continguts sonors a través d'Internet i s'aplica tant a les empreses radiofòniques convencionals que s'han incorporat progressivament a la xarxa com a aquells projectes que s'han gestat en el si d'aquesta.
Pel que fa a les primeres, les anomenades ràdios convencionals, la presència a la xarxa els ha facilitat l'ampliació i diversificació de l'oferta i, en alguns casos, també l'especialització. En un primer moment, la presència en línia es va reduir a una rèplica de l'emissió analògica i a un compendi d'informacions sobre la programació i/o l'empresa radiofònica. Amb el temps, l'explotació del potencial de la xarxa ha esdevingut una estratègia programàtica fonamental per al desenvolupament i difusió de la marca radiofònica.
Des d'aquesta perspectiva, les bitcasters han transformat la manera d'entendre la radiodifusió sonora convencional, ja que, en bona part, col·laboren en la regeneració d'algunes pràctiques circumscrites als següents àmbits:

### Consum radiofònic
Els llocs web esdevenen un punt de confluència amb l'emissora, mitjançant els quals els ciberoients tenen la possibilitat de gestionar el tipus d'escolta més adient a cada moment. Actualment, la majoria de les ràdios d'antena convencional que tenen presència a la xarxa compten amb serveis d'accés com «en directe», «a la carta», descàrrega d'arxius i podcast. A excepció del primer, que actua com un altaveu més de l'emissió hertziana atès que implica simultaneïtat, la resta estimulen una gestió personalitzada de l'oferta. És qui consumeix que ha de decidir què i, fins i tot, quan escolta. Ara bé, amb les opcions a la carta i descàrrega, els arxius no s'emmagatzemen a l'ordinador personal del ciberoient, que només podrà escoltar-los en el moment d'haver-los sol·licitat. Per contra, el podcast permet copiar l'arxiu seleccionat en un dispositiu mòbil com ara telèfon, o MP3, i per disposar-ne a conveniència. En tot cas, aquest nou tipus d'oient té la capacitat d'administrar els continguts preferents i exercir el dret d'escoltar-los sota demanda.
Una altra via d'accés a les bitcasters que els operadors comencen a explotar és la recepció al mòbil. Tot i que aquest dispositiu compta amb el servei de ràdio en freqüència modulada, l'escolta dels llocs web radiofònics permet a l'usuari el consum dels productes radiofònics dissenyats exclusivament per a l'audició en línia, entre d'altres. En aquest sentit, cal destacar la línia d'innovació de les Emissores de la Generalitat que, a hores d'ara, ofereixen aquesta possibilitat per als mòbils amb sistema operatiu Android, de Google, i un aplicatiu per a iPhone.

### Participació
A la tradicional trucada telefònica, s'hi han afegit amb força el correu electrònic, el xat, com a innovadores vies de participació en la ràdio. Ambdues suposen d'entrada un canvi substancial en la relació emissora i audiència. Pel que fa al correu electrònic, és una opció que la majoria de programes radiofònics posa a disposició de l'audiència. La comunicació no necessàriament s'ha de produir de forma sincrònica a l'emissió, sinó que l'oient pot expressar la seva opinió o formular un suggeriment en qualsevol moment.
En canvi, el xat s'obre al començament del programa i qui hi participa interacciona no només amb l'equip responsable de l'emissora sinó també amb altres oients. Aquesta fórmula és força habitual als programes dissenyats especialment per a la participació. Sens dubte, la xarxa amplia la capacitat de participació de l'audiència sobre els continguts radiofònics i, en un principi, va crear la il·lusió de la falta de filtre. Lògicament, l'èxit de la fórmula ha obligat a la creació de figures professionals de gestor de la participació.
Ara bé, aquests són els primers passos en l'exploració de vies participatives. Altres que cada dia prenen més força són els usuaris generadors de continguts. Pel que fa a aquesta opció, però, malgrat que tècnicament és possible, les experiències que fins ara s'han posat en marxa no han acomplert les expectatives inicials. Les raons poden ser diverses, encara que s'especula amb la falta de pràctica de l'audiència (un fet que es pot relacionar amb l'edat) i amb l'obligatorietat de registrar-se prèviament.

### Creació de comunitats virtuals
La presència de la ràdio a les xarxes socials com Facebook o Twitter és un altre dels fenòmens generats per les bitcasters. Aquesta pràctica serveix per enfortir el vincle emocional entre el programa i l'audiència potencial, ja que en definitiva congrega un grup de gent que comparteix un interès comú. La importància que des dels equips de producció radiofònica es dona a aquest fet es reflecteix amb informació per antena sobre la incorporació de nous seguidors i d'algunes activitats organitzades. Aquestes eines serveixen de nexe entre els participants.
La irrupció de la ràdio a Internet ha augmentat la confiança d'un mitjà cada cop més preocupat per la seva baixa penetració social entre els sectors més joves de la població i pel canvi d'hàbits de consum. Ara bé, com que la tecnologia per si mateixa no és la solució, els programadors han hagut de dissenyar propostes que van des de la unificació de l'antena convencional i la difusió en línia a l'oferta de continguts i serveis especialitzats únicament consumibles des del lloc web. Un exemple és la proposta d'iCat amb una oferta de diversos canals musicals interpretada exclusivament en català, que troba a la xarxa la seva viabilitat.
Cal assenyalar que l'entusiasme dels operadors pels projectes vinculats a la xarxa ha estat superior als d'altres apostes tecnològiques com el Digital Audio Broadcasting (DAB), sistema de digitalització del senyal en freqüència modulada (FM), i el Digital Radio Mondiale (DRM), en l'amplitud modulada (AM). Certament, la falta d'acords amb relació als models tecnològics i el presumible poc interès d'una audiència per una recepció de més qualitat sonora però sense valor afegit que justifiqués la carestia dels aparells, entre d'altres, han estat factors clau per entendre la paralització d'aquestes iniciatives. Una situació similar es troba a la majoria de països europeus, on únicament el Regne Unit ha afavorit l'evolució del sistema DAB, a hores d'ara, en ple funcionament.
En canvi, la fusió Internet-ràdio ha donat al sector català prou energia per al desenvolupament de plataformes multimèdia, on la difusió en simultaneïtat de l'antena convencional és una via més de comunicació, però no l'única. Que aquest és el futur ho corroboren els premis de reconeixement internacional rebuts pels operadors públics, com el Grup d'Emissores de Catalunya Ràdio, principals agitadors de la renovació radiofònica catalana.